# Trần Hữu Tấn
Trần Hữu Tấn (sinh ngày 18 tháng 10 năm 1983) là một nam đạo diễn và nhà biên kịch người Việt Nam. Anh là nhà đồng sáng lập của ProductionQ - Creative House, và hiện đang điều hành công ty này với chức danh đạo diễn và giám đốc sáng tạo. Ngoài ra, anh cũng được biết đến qua một số tác phẩm điện ảnh như Bắc kim thang (2019), Chuyện ma gần nhà (2022), Kẻ ăn hồn (2023) và Cám (2024). Thành công nhất của anh ấy chính là khi anh bắt đầu lấn sân qua lĩnh vực truyền hình với tác phẩm Tết ở làng địa ngục (2023).

## Tác phẩm

### Phim điện ảnh
| Năm  | Tựa đề                    | Vai trò  | Vai trò   | Vai trò | Ghi chú           | Nguồn       |
| Năm  | Tựa đề                    | Đạo diễn | Biên kịch | Khác    | Ghi chú           | Nguồn       |
| ---- | ------------------------- | -------- | --------- | ------- | ----------------- | ----------- |
| 2019 | Bắc kim thang             | Có       | Có        | Không   |                   | [ 1 ]       |
| 2020 | Rừng thế mạng             | Có       | Có        | Không   |                   | [ 2 ]       |
| 2022 | Chuyện ma gần nhà         | Có       | Có        | Không   |                   | [ 3 ]       |
| 2023 | Kẻ ăn hồn                 | Có       | Không     | Không   |                   | [ 4 ]       |
| 2024 | Cám                       | Có       | Có        | Không   |                   | [ 5 ] [ 6 ] |
| 2025 | Dưới đáy hồ               | Có       | Có        | Không   |                   |             |
| 2025 | Hoàng tử quỷ              | Có       | Có        | Không   |                   |             |
| TBA  | Thử thách Mukbang         | Không    | Không     | Có      | Giám đốc sáng tạo |             |
| TBA  | Tấm: Hoàng cung dị truyện | Có       | Có        | Không   |                   |             |

### Phim truyền hình
| Năm  | Tựa đề                                 | Vai trò  | Vai trò   | Vai trò | Ghi chú | Số tập | Kênh        | Nguồn |
| Năm  | Tựa đề                                 | Đạo diễn | Biên kịch | Khác    | Ghi chú | Số tập | Kênh        | Nguồn |
| ---- | -------------------------------------- | -------- | --------- | ------- | ------- | ------ | ----------- | ----- |
| 2023 | Tết ở làng địa ngục                    | Có       | Không     | Không   |         | 12     | K+, Netflix |       |
| TBA  | Tết ở làng địa ngục 2: U hồn tượng đất | Có       | Không     | TBA     |         | TBA    | TBA         |       |

## Giải thưởng
| Năm  | Giải thưởng                                | Hạng mục                                      | Đề cử               | Kết quả           | Nguồn  |
| ---- | ------------------------------------------ | --------------------------------------------- | ------------------- | ----------------- | ------ |
| 2023 | Ngôi sao của năm                           | Hiện tượng Phim ảnh                           | Tết ở làng địa ngục | Đoạt giải         | [ 7 ]  |
| 2023 | WeChoice Awards 2023                       | Phim truyền hình của năm                      | Tết ở làng địa ngục | Đoạt giải         | [ 8 ]  |
| 2023 | WeChoice Awards 2023                       | Phim điện ảnh của năm                         | Kẻ ăn hồn           | Đề cử             | [ 9 ]  |
| 2024 | Liên hoan phim Châu Á Đà Nẵng lần thứ 2    | Phim hay nhất - Hạng mục phim Việt Nam dự thi | Kẻ ăn hồn           | Đề cử             | [ 10 ] |
| 2024 | Giải Cánh diều 2024                        | Phim truyện truyền hình xuất sắc              | Tết ở làng địa ngục | Đề cử             |        |
| 2024 | Male Icon Awards 2024                      | Film Director of the Year                     | Bản thân            | Đề cử             |        |
| 2024 | WeChoice Awards 2024                       | Phim điện ảnh của năm                         | Cám                 | Đề cử             | [ 11 ] |
| 2025 | Liên hoan phim Châu Á Đà Nẵng lần thứ 3    | Phim hay nhất - Hạng mục phim Việt Nam dự thi | Cám                 | Đề cử             | [ 12 ] |
| 2025 | Liên hoan Truyền hình toàn quốc lần thứ 42 | Phim dài tập                                  | Tết ở làng địa ngục | Giải khuyến khích | [ 13 ] |